# Madagaskar na Mistrzostwach Świata w Lekkoatletyce 2013
Madagaskar na Mistrzostwach Świata w Lekkoatletyce 2013 – reprezentacja Madagaskaru podczas czempionatu w Moskwie liczyła 2 zawodników.

## Występy reprezentantów Madagaskaru

### Mężczyźni
| Konkurencja   | Zawodnik | Eliminacje | Eliminacje | Finał    | Finał   |
| Konkurencja   | Zawodnik | Rezultat   | Pozycja    | Rezultat | Pozycja |
| ------------- | -------- | ---------- | ---------- | -------- | ------- |
| Dziesięciobój | Kamé Ali | —          | —          | DNF      | DNF     |

### Kobiety
| Konkurencja    | Zawodnik            | Runda 1  | Runda 1 | Półfinał | Półfinał | Finał    | Finał   |
| Konkurencja    | Zawodnik            | Rezultat | Pozycja | Rezultat | Pozycja  | Rezultat | Pozycja |
| -------------- | ------------------- | -------- | ------- | -------- | -------- | -------- | ------- |
| Bieg na 1500 m | Eliane Saholinirina | 4:18,04  | 36.     | NQ       | NQ       | NQ       | NQ      |